# Francisco de Valdez
Francisco de Valdez (1522 - vers 1580) est un général espagnol pendant la Guerre de Quatre-Vingts Ans. Il commandait les forces assiégeantes de l'armée des Flandres lors du siège de Leyde à partir de 1573 puis il a échoué dans l'attaque contre la ville de Delft menée la même année.

## Biographie
Né paysan, Valdez a servi l'empereur Charles Quint lors de la guerre de 1546 contre les factions protestantes du Saint-Empire romain germanique et, en 1550, il a dirigé une expédition contre Tunis. En 1567, il a accompagné le duc d'Albe aux Pays-Bas pour rétablir l'autorité de Philippe II d'Espagne au début de la Révolte des gueux. Il s'est marié avec Magdalena Moons en 1574.